# 岩井町 (名古屋市)
岩井町（いわいちょう）は、愛知県名古屋市中区の地名。

## 歴史

### 沿革
- 1878年（明治11年）12月28日 - 日置村上日置町の一部により、名古屋区岩井町として成立[4]。ただし、『中区の町名』は、同月20日成立とする[1]。
- 1889年（明治22年）10月1日 - 名古屋市成立に伴い、同市岩井町となる[4]。
- 1908年（明治41年）4月1日 - 中区成立に伴い、同区岩井町となる[1]。
- 1936年（昭和11年）1月1日 - 一部が岩井通に編入される[1]。
- 1969年（昭和44年）10月21日 - 住居表示の実施に伴い、大須一丁目に編入され、消滅[1]。